# Kyōryū Sentai Zyuranger
Jetman Dai Rangers
Kyōryū Sentai Zyuranger (恐竜戦隊ジュウレンジャー, Kyōryū Sentai Jūrenjā, littéralement Zyu Rangers, l'escadron des dinosaures) est une série télévisée japonaise du genre sentai en 50 épisodes de 20 minutes produite en 1992.

## Synopsis
Un jour, les membres d'une expédition spatiale japonaise envoyée sur une lointaine planète, ouvrent malencontreusement une étrange boîte dont sortent alors une terrible sorcière et ses acolytes. 
Ceux-ci se rendent à Tokyo et commencent à semer la destruction. Mais Barza, un magicien ennemi de la sorcière réapparaît alors, et se dresse contre elle. Après l'avoir affrontée, il se rend à son quartier général souterrain, où il entreprend de réveiller cinq combattants endormis depuis 170 millions d'années. 
Mais alors qu'il s'apprête à réveiller le combattant rouge, la clé se brise. Quatre des cinq combattants remontent à la surface, mais sont vite dépassés par la supériorité numérique de l'ennemi. 
Alors qu'ils sont en mauvaise posture, le combattant rouge se réveille et vole à leur secours. Pour les aider dans leur lutte, le magicien envoie aux combattants cinq médaillons magiques.
Les combattants attrapent les médaillons, et après les avoir mis dans des réceptacles leur appartenant, ils se transforment en guerriers surhumains et affrontent pour la première fois la sorcière et ses acolytes.

## Personnages

### Zyu Rangers
- Prince de la tribu Yamato, Geki (ヤマト族プリンス ゲキ, Yamato Zoku Purinsu Geki?) / Tyranno Ranger (ティラノレンジャー, Tirano Renjā?) : Il est connu en tant que « Guerrier de la Justice » (「正義の戦士」, « Seigi no Senshi »?).
  - Armes : Dragon Strike Sword (龍撃剣, Ryūgekiken?)
- Chevalier de la tribu Sharma, Gôshi (シャーマ族ナイト ゴウシ, Shāma Zoku Naito Gōshi?) / Mammoth Ranger (マンモスレンジャー, Manmosu Renjā?) : Il est connu en tant que « Guerrier de la Sagesse » (「知恵の戦士」, « Chie no Senshi »?).
  - Armes : Moth Breaker (モスブレイカー, Mosu Bureikā?)
- Chevalier de la tribu Etof, Dan (エトフ族ナイト ダン, Etofu Zoku Naito Dan?) / Tricera Ranger (トリケラレンジャー, Torikera Renjā?) : Il est connu en tant que « Guerrier du Courage » (「勇気の戦士」, « Yūki no Senshi »?).
  - Armes : Tricelance (トリケランス, Torikeransu?)
- Chevalier de la tribu Daim, Bôi (ダイム族 ボーイ, Daimu Zoku Naito Bōi?) / Tiger Ranger (タイガーレンジャー, Taigā Renjā?) : Il est connu en tant que « Guerrier de l'Espoir » (「希望の戦士」, « Kibō no Senshi »?).
  - Armes : Saber Daggers (サーベルダガー, Sāberu Dagā?)
- Princesse de la tribu Lithia, Mei (リシヤ族プリンセス メイ, Rishiya Zoku Purincesu Mei?) / Ptera Ranger (プテラレンジャー, Putera Renjā?) : Elle est connue en tant que « Guerrière de l'Amour » (「愛の戦士」, « Ai no Senshi »?).
  - Armes : Ptera Arrow (プテラアロー, Putera Arō?)
- Chevalier de la tribu Yamato, Burai (ヤマト族ナイト ブライ, Yamato Zoku Naito Burai?) / Dragon Ranger (ドラゴンレンジャー, Doragon Renjā?) (épisodes 31-34, 41-42) : Il est connu en tant que « Guerrier de la Puissance » (「力の戦士」, « Chikara no Senshi »?). C'est le frère biologique de Geki.
  - Armes : Zyusôken (獣奏剣, Jūsōken?)

### Soutien
- Mystérieux sage Barza (不思議仙人バーザ, Fushigi Sennin Bāza?) : Le mentor des Zyu Rangers.

### Gang Bandora
Le gang Bandora (バンドーラ一味, Bandōra Ichimi) est un groupe maléfique. Ses membres sont originaires de la Terre et émergèrent il y a 170 millions d'années. Après leur libération par deux astronautes, ils opèrent depuis le palais Bandora (バンドーラパレス, Bandōra Paresu), situé sur la Lune.
- La sorcière Bandora (魔女バンドーラ, Majo Bandōra?) était originellement la reine de la tribu Dall.
  - Le prince Kai (カイ王子, Kai-ōji?) (épisodes 47-50) est l'héritier de la tribu Dall. C'est le fils de Bandora.
  - Grifforzer (グリフォーザー, Gurifōzā?)
  - Agent scorpion secret, Lami (秘密蠍官ラミイ, Himitsu Sasorikan Ramī?) (épisodes 19-50)
  - Totpat (トットパット, Tottopatto?)
  - Bukbak (ブックバック, Bukkubakku?)
  - Puri Purikan (プリプリカン, Puripurikan?)

Les soldats Golem (ゴーレム兵, Gōremu Hei) sont les fantassins du gang.
Les Dora Monsters (ドーラモンスター, Dōra Monsutā) sont les monstres envoyés sur Terre par le gang.

## Arsenal
- Dino Buckler (ダイノバックラー, Daino Bakkurā?) : transformateur des Zyu Rangers. Ils revêtent leurs armures par la commande « Dino Buckler ! » (「ダイノバックラー！」, « Daino Bakkurā! »?).
- Armes légendaires (伝説の武器, Densetsu no Buki?) : Armes individuelles des Zyu Rangers.
- Canon hurlant (ハウリングキャノン, Hauringu Kyanon?) : Canon formé à partir des Armes légendaires.

### Équipement
- Ranger Stick (レンジャースティック, Renjā Sutikku?) : Bâton individuel des cinq Zyu Rangers. Il peut être utilisé en mode « Ranger Gun » (「レンジャーガン」, « Renjā Gan »?), ou en mode « Ranger Sword » (「レンジャーソード」, « Renjā Sōdo »?).
- Thunder Slinger (サンダースリンガー, Sandā Suringā?) :
- Ranger Slinger (レンジャースリンガー, Renjā Suringā?) : Arme obtenue par l'assemblage du Ranger Gun et du Thunder Slinger.

### Véhicules
- Road Zaurer 1 (ロードザウラー１, Rōdo Zaurā Wan?) : Moto de Geki.
- Side Zaurer 2 (サイドザウラー２, Saido Zaurā Tsū?) : Moto de Gôshi, possédant un side-car prévu pour Bôi.
- Side Zaurer 3 (サイドザウラー３, Saido Zaurā Surī?) : Moto de Dan, possédant un side-car prévu pour Mei.

## Mechas
- Tank bestial, Dino Tanker (獣戦車ダイノタンカー, Jūsensha Daino Tankā?) (épisode 6) : formé à partir des cinq Guardian Beasts :
  - Guardian Beast Tyrannosaurus (守護獣ティラノザウルス, Shugojū Tiranozaurusu?) : Piloté par Tyrano Ranger.
  - Guardian Beast Zyu Mammoth (守護獣ジューマンモス, Shugojū Jū Manmosu?) : Piloté par Mammoth Ranger.
  - Guardian Beast Triceratops (守護獣トリケラトプス, Shugojū Torikeratopusu?) : Piloté par Tricera Ranger.
  - Guardian Beast Saber Tiger (守護獣サーベルタイガー, Shugojū Sāberu Taigā?) : Piloté par Tiger Ranger.
  - Guardian Beast Pteranodon (守護獣プテラノドン, Shugojū Puteranodon?) : Piloté par Ptera Ranger.

L'assemblage a lieu à partir de la commande « Fusion ! Dino Mission » (「合体！ダイノミッション」, «  Gattai! Daino Misshon »). 
- Daizyuzin (大獣神, Daijūjin?) : formé à partir du Dino Tanker :

L'assemblage a lieu à partir de la commande « Debout ! Daizyuzin » (「発動！大獣神」, « Hatsudō! Daijūjin »). Il est armé de la dino-épée God Horn (恐竜剣ゴッドホーン, Kyōryūken Goddo Hōn) et du bouclier Mammoth (マンモスシールド, Manmosu Shīrudo). Au moment de porter le coup de grâce, les Zyu Rangers disent : « Super-éclair légendaire pourfendeur ! » (「超伝説雷光斬り！」, « Chō Densetsu Raikō Giri! »)
- Guardian Beast Dragon Caesar (守護獣ドラゴンシーザー, Shugojū Doragon Shīzā?) (épisode 21) : piloté par Dragon Ranger.

- Beast Cavalry God King Brachion (獣騎神キングブラキオン, Jūkishin Kingu Burakion?) (épisode 29) : le plus grand des sept Guardian Beasts.

- Gôryûzin (剛竜神, Gōryūjin?) : formé à partir de Dragon Caesar, Zyu Mammoth, Triceratops et Saber Tiger.

- Empereur animalier Daizyuzin (獣帝大獣神, Jūtei Daijūjin?) : formé à partir de Daizyuzin et de Dragon Ceasar.

L'assemblage a lieu à partir de la commande « Fusion zoo-autocratorique ! » (「獣帝合体！」, « Jūtei Gattai! »). 
- Daizyuzin ultime (究極大獣神, Kyūkyoku Daijūjin?) : formé à partir de Zyutei Daizyuzin et de King Brachion.

L'assemblage a lieu à partir de la commande « Fusion ultime ! » (「究極合体！」, « Kyūkyoku Gattai! »).

## Épisodes
| no | Titre original (et transcription Hepburn) | Traduction française                                          | 1re diffusion (au Japon) |
| -- | ----------------------------------------- | ------------------------------------------------------------- | ------------------------ |
| 01 | 復活 Tanjō                                | La naissance                                                  | 21/02/1992               |
| 02 | 誕生 Fukkatsu                             | La relance                                                    | 28/02/1992               |
| 03 | 戦え絶望の大地 Tataka e Zetsubō no Daichi | Combat ! Le pays du désespoir                                 | 06/03/1992               |
| 04 | 甦れ伝説の武器 Yomigaere Densetsu no Buki | Le réveil des Armes légendaires                               | 13/03/1992               |
| 05 | 怖～いナゾナゾ Kowai Nazonazo             | Effrayantes énigmes                                           | 27/03/1992               |
| 06 | 立て！！大獣神 Tate!! Daijūjin?           | Debout !! Daizyuzin                                           | 03/04/1992               |
| 07 | みえる、みえる Mieru, Mieru               | Je peux voir, je peux voir                                    | 10/04/1992               |
| 08 | 恐怖! 瞬間喰い Kyōfu! Shunkan Kui         | Tremblez ! Mangé en un clin d'œil                             | 17/04/1992               |
| 09 | 走れタマゴ王子 Hashire Tamago Ōji         | Cours, prince des œufs                                        | 24/04/1992               |
| 10 | 猿はもうイヤ！ Saru wa Mō Iya!            | Nous ne sommes plus des singes !                              | 01/05/1992               |
| 11 | ご主人さま！ Goshujin-sama!               | Mes maîtres !                                                 | 08/05/1992               |
| 12 | パパは吸血鬼！？ Papa wa Kyūketsuki!?     | Papa est un vampire !?                                        | 15/05/1992               |
| 13 | 射て！黄金の矢 Papa wa Kyūketsuki!?       | Feu ! La flèche doré                                          | 22/05/1992               |
| 14 | 小さくなァれ！ Chīsaku Nāre!              | Rapetissez !                                                  | 29/05/1992               |
| 15 | 破れ! 暗黒超剣 Yabure! Ankoku Chō Ken     | Casse-la ! La super-épée des ténèbres                         | 05/06/1992               |
| 16 | クシャミ大作戦 Kushami Dai Sakusen        | Le grand plan d'éternuement                                   | 12/06/1992               |
| 17 | 六人目の英雄！ Rokuninme no Eiyū          | Le sixième héros !                                            | 19/06/1992               |
| 18 | 憎しみの兄弟剣 Nikushimi no Kyōdai Ken    | L'épée de la haine fraternelle                                | 26/06/1992               |
| 19 | 女戦士サソリ！ Onna Senshi Sasori!        | La Guerrière scorpion !                                       | 03/07/1992               |
| 20 | 大獣神最期の日 Daijūjin Saigo no Hi       | Le dernier jour du Daizyuzin                                  | 10/07/1992               |
| 21 | 守護獣大あばれ Shugojū Dai Abare          | Le grand ravage du Guardian Beast                             | 17/07/1992               |
| 22 | 合体！剛龍神 Gattai! Gōryūjin             | Fusion ! Gôryûzin                                             | 24/07/1992               |
| 23 | 好きすき超魔球 Suki Suki Chō Makyū        | Trop aimer le baseball                                        | 31/07/1992               |
| 24 | カメでまんねん Kame de Mannen             | Les tortues sont éternelles                                   | 07/08/1992               |
| 25 | 悪魔のすむ公園 Akuma no Sumu Kōen         | Le parc ou demeurent les démons                               | 14/08/1992               |
| 26 | カキ氷にご用心 Kakigōri ni Goyō jin       | Surveillez vos glaces                                         | 21/08/1992               |
| 27 | メイを食べたい Mei o Tabetai              | Je veux manger Mei                                            | 28/08/1992               |
| 28 | 大改造！粘土獣 Daikaizō! Nendojū          | Monstre d'argile ! Nouveau et amélioré                        | 04/09/1992               |
| 29 | 謎！？襲う獣騎神 Daikaizō! Nendojū        | Pourquoi !? Le dieu roi de la cavalerie animale est en colère | 11/09/1992               |
| 30 | サタンが来る!! Satan ga Kuru!!            | Satan arrive !!                                               | 18/09/1992               |
| 31 | 復活！究極の神 Fukkatsu! Kyūkyoku no Kami | Renaissance ! Le dieu ultime                                  | 25/09/1992               |
| 32 | ゲキよ涙を斬れ Geki yo Namida o Kire      | Geki, sèche tes larmes                                        | 02/10/1992               |
| 33 | 教えて！勇気玉 Oshiete! Yūki Tama         | L'aventure d'un œuf courageux !                               | 09/10/1992               |
| 34 | ブライ生きて！ Burai Ikite!               | Vite, Burai !                                                 | 16/10/1992               |
| 35 | 忍者戦士ボーイ Bôi, le guerrier ninja     | Bôi, le guerrier ninja                                        | 23/10/1992               |
| 36 | くだけ！死の鏡 Kudake! Shinokagami        | Détruire ! Le miroir de la mort                               | 30/10/1992               |
| 37 | 恐竜が生まれる Kyōryū ga Umareru          | La naissance des dinosaures                                   | 06/11/1992               |
| 38 | メイ姫七変化！！ Mei-hime Shichi Henka!!  | Les sept visages de la princesse Mei !!                       | 13/11/1992               |
| 39 | 地底獣の涙… Chitei Jū no Namida…          | Les larmes du monstre souterrain…                             | 20/11/1992               |
| 40 | ブライ死の出発 Burai Shi no Shuppatsu     | Le voyage de Burai vers la mort                               | 27/11/1992               |
| 41 | 燃えよブライ！ Moe yo Burai!              | Enflamme-toi Burai !                                          | 04/12/1992               |
| 42 | ブライ死す… Burai Shisu…                  | La mort de Burai…                                             | 11/12/1992               |
| 43 | 甦れ！獣奏剣 Yomigaere! Jūsōken           | Revis, Zyusôken !                                             | 18/12/1992               |
| 44 | 女剣士！日本一 Nyokenshi! Nihonichi       | La meilleure épéiste du Japon !                               | 25/12/1992               |
| 45 | バカヤロー少年 Bakayarō Shōnen            | Un garçon bien stupide                                        | 08/01/1993               |
| 46 | 参上! 凶悪戦隊 Sanjō! Kyōaku Sentai       | Apparaît ! L'escadron vicieux                                 | 15/01/1993               |
| 47 | 突入!!最終決戦 Yami Kara no Musuko        | La bataille finale commence !                                 | 22/01/1993               |
| 48 | 闇からの息子 Yami Kara no Musuko          | Le fils des ténèbres                                          | 29/01/1993               |
| 49 | 神が負けた！！ Kami ga Maketa!!           | La disparition de Dieu !!                                     | 05/12/1993               |
| 50 | 恐竜万歳！ Kyōryū Banzai!                 | Longue vie aux dinosaures !                                   | 12/02/1993               |

## Distribution
Les héros
- Yūta Muchizuki : Geki / Tyranno Ranger
- Sēju Umon : Gôshi / Mammoth Ranger
- Hideki Fujiwara : Dan / Tricera Ranger
- Takumi Hashimoto : Bôi / Tiger Ranger
- Reiko Chiba : Mei / Ptera Ranger
- Shiro Izumi : Burai / Dragon Ranger (épisodes 31-34, 41-42)

Soutien
- Jun Tatara : Barza
- : Jin (épisode 11)
- : Yōsei Dondon (épisode 14)
- : Monster Goda (épisode 39)
- Rika Iwaki : Gnome
- : Prince Euro
- : Daisy et Clockle
- : Clotho

Le gang Bandora
- Machiko Soga : Bandora
- Hideaki Kusaki (voix : ) : Grifforzer
- Ami Kawai : Lamie (épisodes 19-50)
- Minoku Watanabe (voix : Takeshi Watabe) : Bukbak
- Kaoru Shinoda (voix : Kaoru Shinoda) : Totpat
- Takao Īboshi (voix : Yutaka Ōyama) : Puri Purikan
- Kazuo Takahashi : Kai
- Masahiko Urano : Great Satan (épisode 30-31, 47-50)

## Autour de la série
- Même si cela ne saute pas aux yeux au premier abord, l'épisode 13 contient trois références nettes :

1. Tout comme Blanche-Neige, Mei est empoisonnée par une pomme.
2. Le monstre de l'épisode est basé sur Ladon, un serpent de la mythologie grecque.
3. Après avoir revêtu son armure, Mei utilise son arc pour fendre la pomme que le monstre a sur la tête en deux. Ceci n'est pas sans rappeler l'histoire de Guillaume Tell transperçant une pomme posée sur la tête d'un de ses fils avec son arbalète.

- Machiko Soga, qui interprète le rôle de Bandora, a également interprété le rôle de la reine Hedrian dans Denziman et Sun Vulcan. Elle interprétera également le rôle de Magiel dans Magiranger.
- Toutes les scènes de Machiko Soga sont reprises dans l'adaptation américaine, Mighty Morphin Power Rangers, où son personnage est renommée Rita Repulsa.
- Zyuranger se démarque également des séries précédentes par un ton beaucoup plus léger et décalé, proche de la parodie. Le scénario est beaucoup moins sombre qu'à l'accoutumée, davantage orienté vers un public jeune. Bandora et ses acolytes, marqués par un très fort caractère humoristique, sont assez éloignés des « méchants » classiques de séries Super sentai, tel le sinistre Docteur Mad de Bioman ou l'effrayant Empereur Lar-Deus de Flashman. Au contraire, ils n'hésitent pas à l'occasion à pousser la chansonnette, et attirent volontiers la sympathie en dépit de leurs statut d'ennemis des héros. Notons également qu'aucun des  méchants ne meurt à la fin de la série ; ils sont simplement à nouveau emprisonnés.
- Zyuranger est la deuxième série, après Maskman, dont le thème a été trouvé grâce à la popularité d'un film ou d'une série au Japon. Nous retrouverons ce cas dans Hurricaneger, Dekaranger, Magiranger et Gokaiger. Le thème de Zyuranger s'inspire de Jurassic Park (bien que le film était en production à l'époque).
- Même si les Dinosaures représentent le thème principal de la série, l'Heroic fantasy, les contes de fées et les Mythologies ont une place importantes dans les inspirations de Zyuranger. Les producteurs voulaient créer des aventures dignes de J-RPG à la Dragon Quest, d'où la création d'une époque lointaine où les humains et les dinosaures ont coexisté dans l'univers des Super sentai.
- Le titre original de Zyuranger est un hommage à la série Koseidon (恐竜戦隊コセイドン, Kyōryū Sentai Koseidon?), produite par Tsuburaya Productions en 1978.
- En 2015, l'éditeur américain Shout! Factory édite la série originale en DVD ainsi que Dairanger, Kakuranger, Ohranger et Carranger et Megaranger sont également annoncés.
- À l'origine, tous les Rangers devaient avoir de vrais Dinosaures pour motif, il a été décidé d'inclure un Mammouth et un Smilodon pour éviter des conceptions trop similaires en costumes et en mechas.
  - Le premier prototype pour l'équipe incluait un Ranger Vert, au motif de Tricératops, un Ranger Bleu, au motif de Ptéranodon, un Ranger Noir, au motif de Brachiosaure et un Ranger Jaune au motif de Stégosaure. Seul le Ranger Rouge au motif de Tyrannosaure a été conservé de ce premier jet.
- Guardian Beast Dragon Caesar est basé sur Godzilla.
- La série fut utilisée par Haim Saban pour produire la première saison de la série américaine Power Rangers[1].